# Chondrilla nucula
Chondrilla nucula Schmidt, 1862 è una spugna della famiglia Chondrillidae, comune nel mar Mediterraneo e nell'Atlantico.

## Descrizione
I singoli individui hanno forma di cuscinetto tondeggiante o ovalare, lungo 1-3 cm, di colore bruno-verdastro, con anelli più chiari intorno agli osculi; formano colonie a sviluppo orizzontale che possono estendersi anche per alcuni metri quadri.  La consistenza al tatto è morbida e viscida. Il loro endoscheletro è formato da spicole di ridotte dimensioni (microsclere), a forma di stella.

## Distribuzione e habitat
Questa specie ha un areale atlantico-mediterraneo. Sporadiche segnalazioni nell'area indo-pacifica sono risultate attribuibili ad altre specie del genere Chondrilla..
Nel Mediterraneo popola fondali rocciosi o ricoperti da Posidonia oceanica, ben illuminati, da 1 a 6 m di profondità.
Nei Caraibi è rinvenibile anche sulla barriera corallina e sulle radici delle mangrovie.

## Biologia

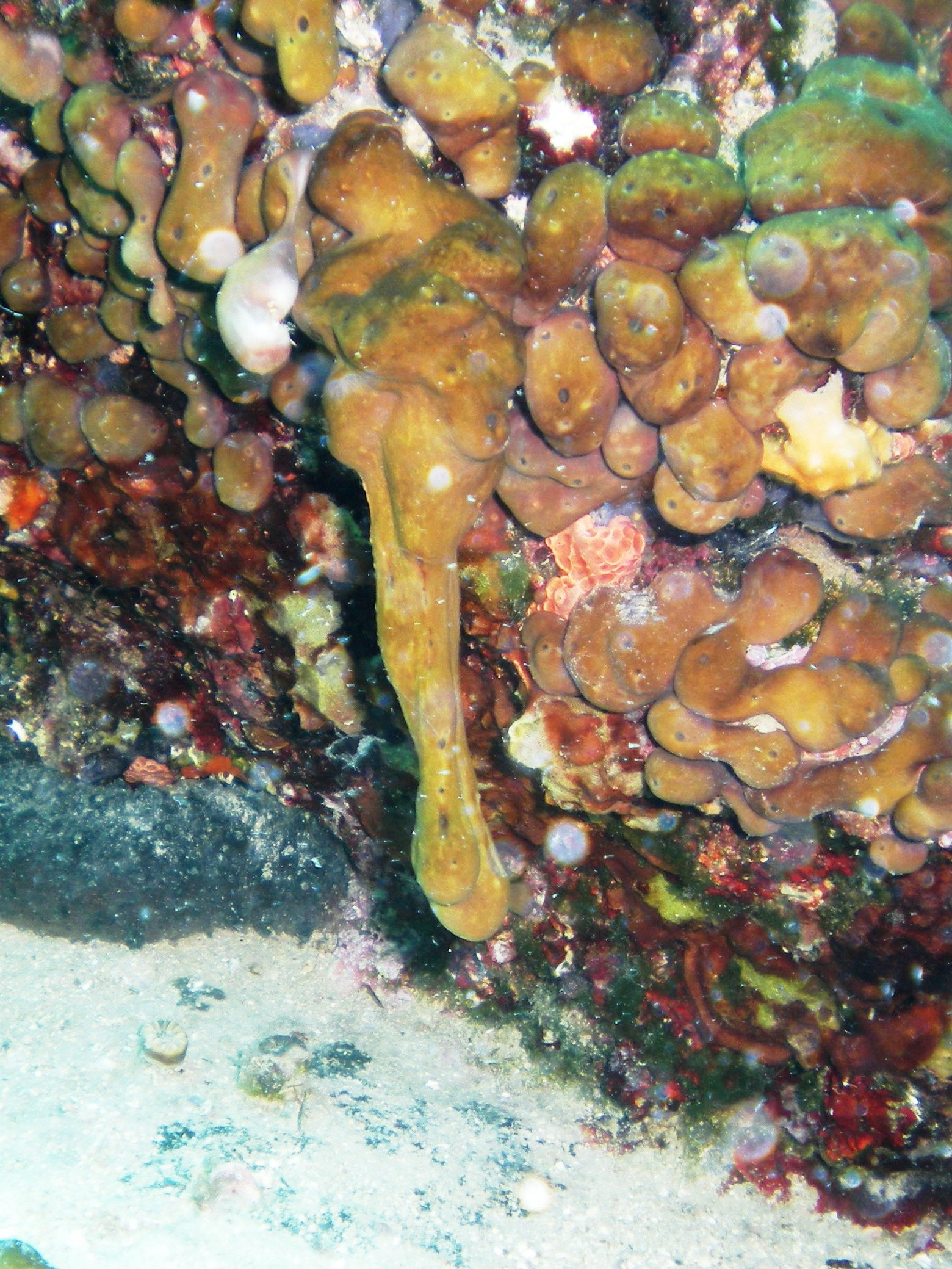
Riproduzione per gemmazione.

Possiede un apparato filtratore molto efficace che le consente di vivere anche in ambienti molto ricchi di materia organica in sospensione.

La sua colorazione è legata alla presenza di cianobatteri simbionti.

Altamente tossica per la maggior parte degli altri organismi marini, C. nucula rientra abitualmente nella dieta della tartaruga embricata (Eretmochelys imbricata)..

### Riproduzione
Può riprodursi:
- per via sessuata, con fecondazione degli ovociti che avviene all'interno della spugna medesima[5] e successivo rilascio di larve che, dopo un periodo di vita planctonica, si fissano al substrato.
- per gemmazione[6], soprattutto quando le condizioni ambientali diventano avverse.

## Usi
A causa del suo elevato potere filtratore C. nucula viene utilizzata come biofiltratore in acquacoltura.